# مارتنوو
مارتنوو (به لاتین: Martynów) یک روستا در لهستان است که در گمینا خنوو واقع شده‌است.